# Temperatura wirtualna
Temperatura wirtualna – w termodynamice atmosfery, umowna temperatura, jaką miałoby powietrze suche, aby jego gęstość i ciśnienie równało się gęstości i ciśnieniu danego wilgotnego powietrza.
W danej temperaturze i ciśnieniu gęstość pary wodnej jest znacznie mniejsza od gęstości suchego powietrza, przez co wilgotne powietrze ma mniejszą gęstość od suchego, co wpływa na równowagę powietrza w atmosferze. Wprowadzenie temperatury wirtualnej w miejsce rzeczywistej pozwala zastosować równania dynamiki suchego powietrza dla wilgotnego powietrza. 
Temperaturę wirtualną określa wzór:
{\displaystyle T_{v}=T{\frac {1+{\frac {r}{\varepsilon }}}{1+r}}}
Co można przybliżyć:
{\displaystyle T_{v}=(1+0,61r)T}
gdzie:
- {\displaystyle T_{v}} – temperatura wirtualna,
- {\displaystyle T} – temperatura,
- {\displaystyle r} – współczynnik zmieszania, równy stosunkowi masy pary wodnej do masy suchego powietrza.
- {\displaystyle \varepsilon } – stosunek indywidualnych stałych gazowych powietrza i pary wodnej, jest równa około 0,622.

Powyższa zależność opisuje powietrze nie zawierające kropel wody i kryształków lodu. Włączając przyrost gęstości ze względu na płynną lub stałą wodę do temperatury wirtualnej, wzór przyjmuje postać: 
{\displaystyle T_{v}=T{\frac {1+r_{v}\varepsilon )}{1+r_{v}+r_{l}}}\approx T(1+0,61r_{v}-r_{l})}
gdzie indeksy v i l odnoszą się odpowiednio do frakcji gazowej i skondensowanej (płynnej i stałej). 
Para wodna ma mniejszą gęstość niż powietrze, dlatego temperatura wirtualna wilgotnego powietrza jest większa od jej rzeczywistej temperatury, a temperatura wirtualna powietrza zawierające wodę skondensowaną jest mniejsza od temperatury rzeczywistej.